# Phanomorpha
Phanomorpha is een geslacht van vlinders van de familie van de grasmotten (Crambidae), uit de onderfamilie van de Heliothelinae. De wetenschappelijke naam en de beschrijving van dit geslacht werden voor het eerst in 1937 gepubliceerd door Alfred Jefferis Turner.

## Soorten
- Phanomorpha acrocapna (Turner, 1915)
- Phanomorpha anisophragma (Lower, 1901)
- Phanomorpha dapsilis (Turner, 1908)
- Phanomorpha drosera (Meyrick, 1887)
- Phanomorpha icelomorpha (Turner, 1908)
- Phanomorpha lichenopa (Lower, 1898)
- Phanomorpha marmaropa (Meyrick, 1889)
- Phanomorpha meliphyrta (Turner, 1908)
- Phanomorpha mesogramma (Lower, 1901)
- Phanomorpha orthogramma (Lower, 1902)
- Phanomorpha pammicta (Turner, 1908)
- Phanomorpha persumptana (Walker, 1863)
- Phanomorpha schizodesma (Lower, 1900)
- Phanomorpha semigilva (Turner, 1922)
- Phanomorpha striatalis (Hampson, 1907)
- Phanomorpha susanae (Lower, 1901)